# Tadashi Hamada
Tadashi Hamada es un personaje ficticio que aparece en la película Big Hero 6, inspirada en un cómic de Marvel del mismo nombre. En la película, Tadashi Hamada es interpretado por Daniel Henney, un joven japonés, estudiante del Instituto de Tecnología de San Fransokyo. Es el creador de Baymax, así como también el hermano mayor de Hiro Hamada. Baymax, como se describe en la película, es un acompañante terapéutico.

## Historia
Un hermano que quería y cuidaba de Hiro que le encanta ayudar a los demás, y el polo opuesto de Hiro. Estaba haciendo un robot cuidador que podría ayudar a los demás, que, después de su muerte, se convirtió en Baymax por Hiro. Él estaba a cargo de un equipo de investigación de la ciencia en la que cada individuo haría cosas diferentes y que finalmente conduciría a una competencia.

## Apariencia

### Big Hero 6 (2014)
Tadashi aparece en Big Hero 6 como el hermano mayor de Hiro. Debido a la muerte de sus padres, Tadashi es la principal voz de la razón y la figura paterna de Hiro. En la película, Tadashi y Hiro viven en San Fransokyo con su tía Cass. Aunque su edad no se describe explícitamente en la película, se sabe que es mayor de edad y actúa de forma muy madura. Además, Henney describe al personaje como "puro", incluso comparando a Tadashi con un ángel. Tadashi es también un "asistente de tecnología" que concibe, construye y programa a Baymax.
En la película, Tadashi sugiere que Hiro asista al Instituto de Tecnología de San Fransokyo, ya que Hiro, al igual que Tadashi, está dotado en robótica e ingeniería, su intelecto le permitió graduarse de la escuela secundaria en 13. Inicialmente, Hiro rechaza la solicitud, debido a que  prefiere obtener ganancias monetarias a través de peleas robóticas ilegales. Sin embargo, Tadashi planea redirigir la inteligencia de Hiro, dándole un recorrido por la institución que le permite ver lo notable que realmente es, y lo presenta a sus amigos; Honey Lemon, GoGo, Wasabi y Fred. Tadashi también presenta a Hiro su proyecto Baymax, un robot de atención médica personal. Tadashi diseña a Baymax para tener una estructura abrazable. El equipo de animación de la película investigó en la Universidad Carnegie Mellon para ayudar a concebir el diseño de Baymax. Los directores Don Hall y Chris Williams querían que Baymax fuera "atractivo, pero también apta para el transporte". Ryan Potter (actor de la voz de Hiro) afirma que Hiro ve a Baymax como una representación de Tadashi. La visita inspira a Hiro a querer asistir a la escuela él mismo, y comienza a trabajar y esforzarse para obtener admisión. Hiro muestra su proyecto, Microbots controlados por una banda neurológica, en una exposición que se lleva a cabo en la escuela. Poco después de ser aceptado por Robert Callaghan, el profesor del instituto, la sala de exposiciones se incendia. Con el profesor Callaghan todavía adentro, Tadashi corre hacia el edificio en llamas en un esfuerzo por salvarlo. Momentos después, el edificio explota, matando a Tadashi y, como todos los demás asumen, también a Callaghan. Hiro, Baymax y los amigos de la escuela de Tadashi están de luto por Tadashi durante el resto de la película, mientras que la mayor parte de su legado permanece presente en la forma de Baymax. Después de la muerte de Tadashi, Baymax termina asumiendo el papel de ser el apoyo emocional de Hiro. Una serie de eventos adicionales lleva a la formación del equipo de superhéroes Big Hero 6, que investiga la muerte de Tadashi y el complot criminal que lo rodea, y honra a Tadashi por continuar como un equipo para cumplir su dedicación de ayudar a las personas. Antes del clímax de la película, Baymax muestra un video de sus pruebas de Tadashi a Hiro, revelando que Tadashi necesitó varias docenas de intentos para perfeccionar la programación original de Baymax. Algunas partes de estas pruebas se pueden ver en el segundo tráiler oficial de la película.

#### Versión Coreana
En la versión coreana de la película, el nombre de Tadashi, que es de origen japonés, se cambia a "Teddy".

### Big Hero 6: The Series
Tadashi aparece brevemente, como una grabación, en el primer episodio "Baymax Regresa". Se revela que le enseñó a Hiro a andar en bicicleta. Henney repitió su papel. También se lo ve en "Modo de falla", donde se revela que casi se rindió al completar a Baymax. También aparece en "Obake Yashiki", donde aparece como una ilusión creada por la realidad aumentada que hizo que Hiro creyera que Tadashi está vivo. La serie ofrece más información sobre cómo creó Baymax. En "Modo Fallido", se revela que casi se dio por vencido al completarlo y que necesitaba un experto médico llamado Lily para programarlo adecuadamente, como se ve en "Ciudad de Monstruos - Parte 1". En el final de la temporada 2 "Legacies", Hiro acepta el diploma de Tadashi en su nombre en la graduación.

## En otros medios
El personaje se alude en Avengers: Age of Ultron. Mientras busca una IA de reemplazo, Tony Stark revisa varias otras IA; uno está etiquetado Tadashi y otro es Yocasta, pero ambos fueron pasados por alto a Viernes.